# موريس حافظ شهاب
موريس حافظ شهاب (27 كانون الأول / ديسمبر 1904 - 22 كانون الأول / ديسمبر 1994) كان عالم آثار ومؤسس المتحف اللبناني.
شغل منصب رئيس دائرة الآثار في لبنان وقيماً على المتحف الوطني لبيروت من عام 1942 إلى عام 1982. وكان معروفًا بلقب «أبو علم الآثار اللبناني الحديث».
وُلد في حمص في سوريا، حيث كان والده طبيباً، والقنصل الفخري الفرنسي. عاد إلى بيروت مع عائلته في عام 1920 ، وتلقى تعليمه في جامعة القديس يوسف في بيروت، حيث درس الفلسفة والقانون. وحصل على بكالوريا في عام 1924 ثم درس التاريخ في باريس، في جامعة السوربون، وفي لمعهد الكاثوليكي في باريس، وأخيراً كخريج درس علم الآثار في كلية اللوفر، وحصل على دبلومه في عام 1928.
عاد إلى بيروت عام 1928 وعمل مع المعهد الفرنسي للشرق الأوسط تحت الانتداب الفرنسي. كان يعمل في متحف بيروت الوطني الناشئ من 1928 إلى 1942. وقد ساعد في تنظيم المجموعة بناءً على المجموعة الشخصية لريمون ويل. ساعد أيضًا في ضمان بقاء مجموعة جورج فورد، مدير مدرسة الإرسالية الأمريكية في صيدا، في لبنان، وقد عمل على الاحتفاظ بالاكتشافات الأثرية الجديدة في لبنان وليس تصديرها، وهو عمل يحسب له لصالح الآثار اللبنانية كتراث وطني ملك للشعب اللبناني.
تم الانتهاء من بناء المتحف في عام 1937 ، وافتتحه رئيس الجمهورية اللبنانية ألفريد النقاش في 27 مايو 1942. أصبح شهاب رئيس دائرة الآثار في عام 1942، ثم مديرًا في دائرة الآثار عام 1944، ثم مديرًا عامًا؛ شغل أيضا منصب أمين للمتحف عام 1942.
عمل موريس شهاب على إنشاء الهيكل الإداري لخدمة الآثار اللبنانية، مع المفتشين المحليين. ظل مديرًا لها حتى عام 1982.
شغل أيضًا منصب أستاذ جامعي للتاريخ في الجامعة اللبنانية، حيث عمل في التدريس من 1945 إلى 1974.